# Time and Tide (Bài hát của Basia)
"Time and Tide" là một bài hát của ca sĩ Ba Lan Basia trong album đầu tay cùng tên của cô, phát hành năm 1987. Bài hát vẫn là một trong những hit lớn nhất của cô cho đến nay.

## Lý lịch
Ca khúc được viết và sản xuất bởi Basia Trzetrzelewska và Danny White. Basia đã viết lời bài hát về tình yêu không được thỏa mãn của cô ấy và Daniel, vào thời điểm cả hai đang có mối quan hệ với các người tình khác. Bài hát đã trở thành một bài hát chính trong tiệc cưới ở Mỹ.
"Time and Tide" được phát hành dưới dạng đĩa đơn thứ sáu và cuối cùng trong album đầu tay của Basia, cũng có tựa đề Time and Tide. Đó là một thành công khi công phá các bảng xếp hạng ở Mỹ, nơi nó trở thành bản hit đầu tiên của cô khi lọt vào Top 40 trên bảng xếp hạng Billboard ' Hot 100 và bảng xếp hạng Adult Contemporary. Mặc dù là hit pop lớn nhất ở Mỹ của Basia, bài hát không bao giờ được phối lại  Năm 1995, đĩa đơn được phát hành lại tại Nhật Bản để quảng bá cho album trực tiếp Basia trên sân khấu Broadway.

## Video âm nhạc
Video âm nhạc cho bài hát được đạo diễn bởi Nick Morris. Nó cho thấy Basia và ban nhạc của cô đang luyện tập bài hát cho buổi biểu diễn trong một hộp đêm trống rỗng. Ở đoạn cao trào của bài hát, bối cảnh thay đổi khi Basia kết thúc bài hát với hộp đêm đang bị vây quanh bởi một lực lượng khán giả cổ vũ năng nổ. Nó được phát hành vào VHS / Laserdisc A New Day của Basia vào năm 1990  và một bonus DVD bao gồm trong phiên bản đặc biệt của album của mình It's That Girl Again năm 2009.

## Danh sách bài hát
| - 7" single A. "Time and Tide" – 4:00 B. "Run for Cover" – 3:36 - 12" single A1. "Time and Tide" – 4:02 A2. "Forgive and Forget" – 3:13 B1. "Freeze Thaw" (Instrumental) – 3:56 B2. "Time and Tide" (Instrumental) – 4:02 | - CD maxi single 1. "Time and Tide" 2. "Forgive and Forget" 3. "How Dare You" 4. "Time and Tide" (Instrumental) - CD single (1995) 1. "Time and Tide" – 4:02 2. "More Fire Than Flame" – 4:14 3. "An Olive Tree" – 5:00 |

## Thứ hạng
| BXH (1988)                                    | Vị trí cao nhất |
| --------------------------------------------- | --------------- |
| Canada (RPM 100 đơn)                          | 94              |
| Bảng xếp hạng đĩa đơn của Anh (OCC)           | 61              |
| Billboard Mỹ Hot 100                          | 26              |
| Billboard Hoa Kỳ dành cho người lớn đương đại | 19              |